# Adelheid Heimann
Adelheid Heimann   (Berlín, 27 de juny de 1903 - Londres, 24 d'abril de 1993) va ser una historiadora de l'art i fotoperiodista germà-britànica.

## Trajectòria
Adelheid (Heidi) Heimann va ser filla de l'enginyer Hans Heimann i de Mère Daura Lucie Fliess. Els seus pares van ser deportats al Gueto de Theresienstadt, on van morir. El seu germans, Fritz Heimann i l'artista tèxtil Marli Ehrman, van ser deportats a Auschwitz. Heimann va ser assassinat al camp i Ehrman va sobreviure.
Després de graduar-se en la Westend-Schule l'any 1923, Heimann va estudiar història de l'art, alemany, filosofia i llengües romàniques a Friburg de Brisgovia, Berlín, Bonn i Hamburg. L'any 1930 es va doctorar a la Universitat d'Hamburg amb la tesis Der Meister der Grandes Heures de Rohan und seiner Werkstatt dirigida per Erwin Panofsky i va treballar per a ell com a assistent no remunerada.
L'any 1931 va viatjar a Florència i París per a investigar, i del 1933 al 1935 va exercir la docència en la École Pratique des Hautes Études i a la Sorbona de París. Afectada per la prohibició nacionalsocialista que no permetia als jueus exercir la seva professió, es va formar com a fotògrafa en el Lette-Verein de Berlín l'any 1935 i va emigrar a Gran Bretanya un any després. Allí va treballar com a fotògrafa independent a Londres i va fer treballs per encàrrec per al taller fotogràfic del Warburg Institute de Londres entre els anys 1940 i 1943.
Heimann va ser fotoperiodista de la revista Picture Post des de l'any 1944 fins al 1952. En 1947 va obtenir la nacionalitat britànica. Entre els anys 1954 i 1964 va ser conservadora adjunta de la col·lecció fotogràfica del Warburg Institute. L'any 1972 va ser professora convidada en la Universitat de Friburg (Alemanya).
Va morir a Londres l'any 1993.

## Reconeixements
L'any 2020, s'inclogué dins del projecte “Mujeres Investigadoras en los Archivos Estatales (1900-1970)” per a la descripció arxivística i per a la creació d'un microlloc específic al Portal d'Arxius Espanyols (PARES), desenvolupat entre els anys 2020 i 2023. Aquest projecte ha estat impulsat per la Subdirecció General d'Arxius Estatals, amb l'objectiu de visibilitzar la tasca d'investigació realitzada a Espanya per dones en l'interval 1900-1970 a partir dels registres documentals que es conserven als Arxius de Gestió dels Arxius Espanyols del Ministeri de Cultura (l'Arxiu Històric Nacional, l'Arxiu de la Corona d'Aragó, l'Arxiu General de Simancas, l'Arxiu General d'Índies, l'arxiu de la Reial Cancelleria de Valladolid, l'Arxiu General de l'Administració i el Centre d'Informació Documental d'Arxius).

## Publicacions (selecció)
- Der Meister der „Grans Heures de Rohan“ und seine Werkstatt. In: G. Swarzenski, A. Wolters (Hrsg.), Städel-Jahrbuch, Band VII–VIII, Prestel-Verlag, Frankfurt am Main 1932, S. 1–60, Dissertation, Hamburg, 1932
- Trinitas Creator Mundi. London 1938/39
- L’iconographie de la Trinité. Paris: L’art chrétien, 1943
- The Capital Frieze and Pilasters of the Portail royal, Chartres, in: Journal of the Warburg and Courtland Institutes, Vol. 31, 1968, S. 73–102
- Picasso und der Affe. München: Deutscher Kunstverlag, 1969
- French Painting in the Time of Jean de Berry: The Limbourgs and Their Contemporaries by Millard Meiss, in: The Burlington Magazine, Vol. 119, No. 896, S. 777–780